# Rajakhera
Rajakhera è una suddivisione dell'India, classificata come municipality, di 28.339 abitanti, situata nel distretto di Dholpur, nello stato federato del Rajasthan. In base al numero di abitanti la città rientra nella classe III (da 20.000 a 49.999 persone).

## Geografia fisica
La città è situata a 26° 54' 54 N e 78° 08' 53 E.

## Società

### Evoluzione demografica
Al censimento del 2001 la popolazione di Rajakhera assommava a 28.339 persone, delle quali 15.402 maschi e 12.937 femmine. I bambini di età inferiore o uguale ai sei anni assommavano a 5.523, dei quali 2.958 maschi e 2.565 femmine. Infine, coloro che erano in grado di saper almeno leggere e scrivere erano 14.071, dei quali 9.386 maschi e 4.685 femmine.